# Dolmen des Claps
Le dolmen des Claps est un dolmen situé à Escragnolles dans le département français des Alpes-Maritimes.

## Historique
Le dolmen fait l’objet d’un classement au titre des monuments historiques depuis le 8 août 1921.

## Description
Le dolmen est situé au centre d'un grand tumulus de 15 m de diamètre. C'est un dolmen à couloir délimité par cinq orthostates et de petits murets en pierres sèches. Un fragment de la dalle de couverture est appuyé sur la dalle latérale gauche.

## Mobilier archéologique
La fouille de la chambre a livré des ossements humains, du matériel lithique (silex, grattoir, pointes de flèches), de la céramique et des éléments de parure (perles à ailettes, perles discoïdales, perle olivaire, dent percée). L'ensemble est attribué au Chalcolithique.